# Giải quần vợt Úc Mở rộng 2019 - Đơn xe lăn quad
Dylan Alcott là nhà đương kim vô địch bốn lần và bảo vệ thành công danh hiệu của anh, đánh bại David Wagner trong trận chung kết, 6–4, 7–6(7–2).

## Hạt giống
1. Dylan Alcott (Vô địch)
2. David Wagner (Chung kết)

## Kết quả

### Từ viết tắt
| - Q = Vòng loại - WC = Đặc cách - LL = Thua cuộc may mắn - Alt = Thay thế - SE = Miễn đặc biệt | - PR = Bảo toàn thứ hạng - w/o = Thắng nhờ đối thủ rút lui trước trận đấu - r = Bỏ cuộc giữa trận đấu - d = Bị xử thua - SR = Xếp hạng đặc biệt |

### Chung kết
|  | Chung kết |              |   |    |  |  |
|  |           |              |   |    |  |  |
|  | 1         | Dylan Alcott | 6 | 7  |  |  |
|  | 2         | David Wagner | 4 | 62 |  |  |

### Vòng bảng
|    |                  | Alcott             | Davidson           | Lapthorne     | Wagner             | RR W–L | Set W–L | Game W–L | Xếp hạng |
| 1  | Dylan Alcott     |                    | 6–3, 6–2           | w/o           | 6–7(3–7), 6–4, 7–5 | 3–0    | 6–1     | 43–21    | 1        |
| WC | Heath Davidson   | 3–6, 2–6           |                    | 6–1, 6–1      | 7–6(8–6), 5–7, 3–6 | 1–2    | 3–4     | 32–33    | 3        |
|    | Andrew Lapthorne | w/o                | 1–6, 1–6           |               | 1–6, 6–4, 4–6      | 0–3    | 1–6     | 13–40    | 4        |
| 2  | David Wagner     | 7–6(7–3), 4–6, 5–7 | 6–7(6–8), 7–5, 6–3 | 6–1, 4–6, 6–4 |                    | 2–1    | 5–4     | 51–45    | 2        |